# Evaristo Márquez
Evaristo Márquez (San Basilio de Palenque, Colombia, 23 de agosto de 1939-Cartagena, Colombia, 15 de junio de 2013) fue un actor colombiano de ascendencia africana, conocido internacionalmente por su interpretación del personaje José Dolores en la película Queimada (1969), junto a Marlon Brando y dirigida por Gillo Pontecorvo.

## Breve historia y biografía
Hijo de campesinos humildes, nacido en San Basilio de Palenque, Evaristo antes de su participación en la película de Pontecorvo era arriero. Como muchos de los jóvenes de su natal pueblo, era analfabeto cuando a sus 29 años fue convocado por el director italiano famoso por el filme La batalla de Argel. Según múltiples entrevistas documentadas en diferentes medios, el propio Evaristo describe ese encuentro como la escena de una película. Pontecorvo estaba buscando por Cartagena de Indias (ciudad que fue la principal locación de la película) un actor negro bien parecido y fornido para que hiciera el papel de José Dolores. Pero el director tuvo mala suerte y no encontró a su personaje en la ciudad como tampoco tuvo suerte su asistente, el actor y cineasta italiano Salvo Basile quien después se radicara en Cartagena de Indias y adquiriera la nacionalidad colombiana. La necesidad de encontrar al actor que fuera el coprotagonista de Brando derivaba del fracaso inicial en la contratación del actor pensado originalmente por el equipo de producción: el actor Sidney Poitier, el primer afroamericano en ganar el Premio Óscar, en 1963 por su actuación en Los lirios del valle.
Según el relato de Evaristo, por casualidad, un día cualquiera, mientras Pontecorvo iba a San Basilio de Palenque, vio en la carretera a Evaristo Márquez, un joven negro con clase y de músculos marcados, que iba sobre una yegua arreando ganado. Pontecorvo inmediatamente dilucidó el personaje en el rostro de Evaristo. Era el hombre que quería para su película. Rápidamente el carro en el que iba frenó. Alguien le hizo señas para que se detuviera. “Y me dijeron: el director se enamoró de usted para que haga un trabajo en una película. Yo les dije que estaba ocupado, que me esperaran media hora en el puente hasta que terminara de llevar el ganado. Cuando llegué al puente, rato después, me dicen: párese allá, de frente, y cuando yo le diga acción, se viene caminando con la yegua. Acción, y me fui. Acción... y me fui, así. Me tomaron fotografías, después. Alguien me hizo bajar de la montura. Póngase allá, camine para allá, me dicen y me tomaron otras fotos, como diez. Está bueno señor, dijo el del casting”. Lo aceptaron, era José Dolores.
Márquez actuó en cuatro películas más durante la década de 1970. Con el declive de su carrera cinematográfica, Márquez volvió a trabajar como pastor.
De su experiencia con Brando, Márquez dijo: "nunca me hizo sentir inferior a él, que me consideraba un hermano", y "de hecho, no había nadie como Brando; esa manera de cambiar la expresión de su rostro, de sus ojos; en definitiva, era un hombre valiente."
En 2008 Márquez apareció en Chimbumbe cortometraje presentado en el Festival Internacional de Cine de Cartagena. En agosto de 2010 Márquez apareció en El tambor mágico cortometraje realizado por los niños de San Basilio de Palenque.
El 15 de junio de 2013 en Cartagena falleció, a los 73 años de un paro cardiorrespiratorio en la clínica tras quedar hospitalizado.

## Filmografía

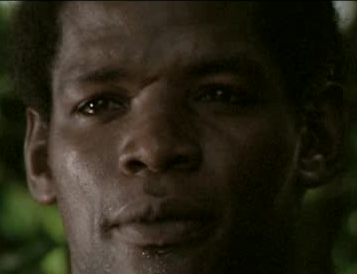
Fotograma de la comedia erótica italiana de 1970 Il dio serpente, de Piero Vivarelli (1927 - 2010).

- El tambor mágico (2010)
- Chimbumbe (2008)
- Mulato (1974)
- Cumbia (1973)
- Arde (1971)
- Il dio serpente (1970)
- Queimada (1969)